# Limberget-Sörvik
Limberget-Sörvik este o arie protejată (arie specială de conservare — SAC, sit de importanță comunitară — SCI) din Suedia întinsă pe o suprafață de 2,3 ha, integral pe uscat.

## Localizare
Centrul sitului Limberget-Sörvik este situat la coordonatele 60°11′09″N 15°10′04″E / 60.1859°N 15.1678°E.

## Înființare
Situl Limberget-Sörvik a fost declarat sit de importanță comunitară în decembrie 1998 pentru a proteja 1 specie de plante. Situl a fost protejat și ca arie specială de conservare în martie 2011.

## Biodiversitate
Situată în ecoregiunea boreală, aria protejată nu include niciun habitat protejat.
La baza desemnării sitului se află o specie protejată de  plante: Encalypta mutica.